# Edward Routh
Edward John Routh FRS (Quebec, 20 de janeiro de 1831 — Cambridge, 7 de junho de 1907) foi um matemático inglês. Ele trabalhou na sistematização na teoria matemática da mecânica e criou várias ideias importantes para o desenvolvimento da moderna teoria de sistemas de controle.

## Trabalhos
Routh colaborou com Henry Brougham na obra Analytical View of Sir Isaac Newton's Principia (1855).
Ele publicou um livro texto, Dynamics of a System of Rigid Bodies (1860, 6ª ed. 1897), no qual buscou definir e sistematizar a moderna abordagem da mecânica. Isto influenciou Felix Klein e Arnold Sommerfeld, tendo o primeiro desenvolvido a tradução em alemão, bem como William Thomson e Peter Guthrie Tait, em sua obra Treatise on Natural Philosophy (1867).
Além de um trabalho intensivo ensinando e escrevendo, que teve um efeito importante na apresentação da física matemática, Routh também contribuiu com pesquisa original, como o teorema de Routh-Hurwitz. Princípios centrais da moderna teoria de sistemas de controle baseiam-se no Critério de Estabilidade de Routh, uma aplicação do Teorema de Sturm para avaliar índices Cauchy, pelo uso do Algoritmo de Euclides.

## Obras
- Brougham and Vaux, Henry Brougham, Baron & Routh, E. J. (ed. I. B. Cohen) [1855] (1972) Analytical View of Sir Isaac Newton's Principia, New York: Johnson Reprint Corp.
- Routh, E. J. (1877). Treatise on the Stability of a Given State of Motion. [S.l.]: MacMillan Reprinted in 'Stability of Motion' (ed. A.T.Fuller) London 1975 (Taylor & Francis).
- — (1898). A Treatise on Dynamics of a Particle. With Numerous Examples. Cambridge: Cambridge University Press
- —. The Elementary Part Of a Treatise on the Dynamics of a System of Rigid Bodies: Being Part I of a Treatise on the Whole Subject. With Numerous Examples. [S.l.: s.n.]
- — (1905). The Advanced Part of a Treatise on the Dynamics of a System of Rigid Bodies: Being Part II of a Treatise on the Whole Subject. With Numerous Examples. London: Macmillan and Co. Ltd
- — (1909a). A Treatise on Analytical Statics with Numerous Examples Volume I. [S.l.]: Cambridge University Press
- — (1909b). A Treatise on Analytical Statics with Numerous Examples Volume II. [S.l.]: Cambridge University Press

### Obituários
- The Times, 8 June 1907 (available at O'Connor & Robertson (2003))
- Proceedings of the London Mathematical Society, 2nd ser., 5 (1907), xiv–xx;
- Nature, 76 (1907), 200–02;
- Cambridge Review, 13 June 1907, 480–81;
- H. H. T., Monthly Notices of the Royal Astronomical Society, 68 (1907–8), 239–41